# 中野市立高丘小学校
中野市立高丘小学校（なかのしりつたかおかしょうがっこう）は、長野県中野市にある公立小学校である。

## 概要
高丘小学校は中野市の草間にある学校である。2019年度現在は158人の生徒が在籍、職員数は17人の学校。

## 学校教育目標
かしこく  やさしく  たくましく。

## 沿革
- 1973年 - 高丘小学校70周年記念事業式典。
- 2003年 - 百周年記念式典[3] 。